# 京城医学専門学校
| 京城医学専門学校 （京城医専） | 京城医学専門学校 （京城医専）                                          |
| ----------------------------- | ---------------------------------------------------------------------- |
| 創立                          | 1899年（光武3年 / 明治32年）- 前身の創立 1916年（大正5年）- 医専に改称 |
| 所在地                        | 京城府鍾路区蓮建東128番地                                              |
| 初代校長                      | 池錫永                                                                 |
| 廃止                          | 1945年（昭和20年）                                                     |
| 後身校                        |                                                                        |
| 同窓会                        | 有隣会                                                                 |

京城医学専門学校 （けいじょういがくせんもんがっこう, 朝鮮語:경성의학전문학교） は、1916年 （大正5年）に日本統治下の朝鮮半島に設立された旧制医学専門学校である。略称「京城医専」。
本項では前身の京城医学校、朝鮮総督府医院附属医学講習所についても記述する。

## 概要
- 韓国併合前の1889年（光武3年 / 明治32年）に、大韓帝国政府により創設された「京城医学校」を前身とする。
- 数回の改称を経て、1916年（大正5年）に「京城医学専門学校」となった。
- 1945年（昭和20年）、日本の敗戦により廃止となった。

## 沿革

### 韓国併合前
- 1899年（光武3年 / 明治32年）3月 - 官立（国立）京城医学校官制が発布され、京城中部寛仁坊勲洞地に「京城医学校」（大韓医学校）が創設される。
  - 当時の所管は大韓帝国政府学部。前総理大臣、金弘集の旧邸宅を校舎に充てる。
  - 初代校長に池錫永[2]が就任。教官2名、書記1名でのスタート。
  - 大韓医学校の内部医院は当初「普施院」のちに「廣済院」と名付けられた。
- 1902年（光武6年 / 明治35年）7月 - 第1回卒業式を挙行し、19名が卒業。
- 1905年（光武9年 / 明治38年）貧民救済目的で「大韓赤十字病院」が開設される。
- 1906年（光武10年 / 明治39年）　大韓医院の建築着手、明治42年竣工。建築費約三十五萬圓設備費六萬五千圓。[3]
- 1907年
  - （光武11年 / 明治40年）3月 - 大韓医院官制が発布され、大韓医学校、廣済院、大韓赤十字病院を統合し「大韓医院」が設立される。
    - 大韓医学校は「大韓医院教育部」に改称。

  - （隆熙元年 / 明治40年）11月 - 校舎を黄橋通り馬登山上の大韓医院構内の廣済院に移転し、病棟1棟を充てる。
    - 陸軍軍医総監医学博士男爵佐藤進が院長に、教官陸軍二等軍医正小竹武次が教育部長に就任。以下専任教官7名、学監1名、アメリカ人嘱託教師1名を置く。

  - この年 - 校旗を制定。
- 1908年（隆熙2年 / 明治41年）
  - 1月 - 「大韓医院医育部」に改称。
  - 6月 - 入院患者の増加により、それまで医院病棟の一部を校舎としていたが、同院本館階上に移転。
- 1909年（隆熙3年 / 明治42年）
  - 2月 - 「大韓医院附属医学校」に改称。
  - 5月 - 馬登山西麓に新校舎が完成。同年6月1日に移転完了。[4]
  - 職員のほとんどは日本人で付属医学校では朝鮮人の医師を養成した。[5]
- 1910年（隆熙4年 / 明治43年）
  - 1月 - 医学科（修業年限:4年）に加えて薬学科（3年）・産婆科（2年）・看護婦科（2年）を設置。
    - 当時、生徒の学資はすべて官費（国費）で、食費・被服費その他雑費は給与される代わりに卒業後の義務年限が定められていた。また私費で入学を志願する者に関しても規定された。

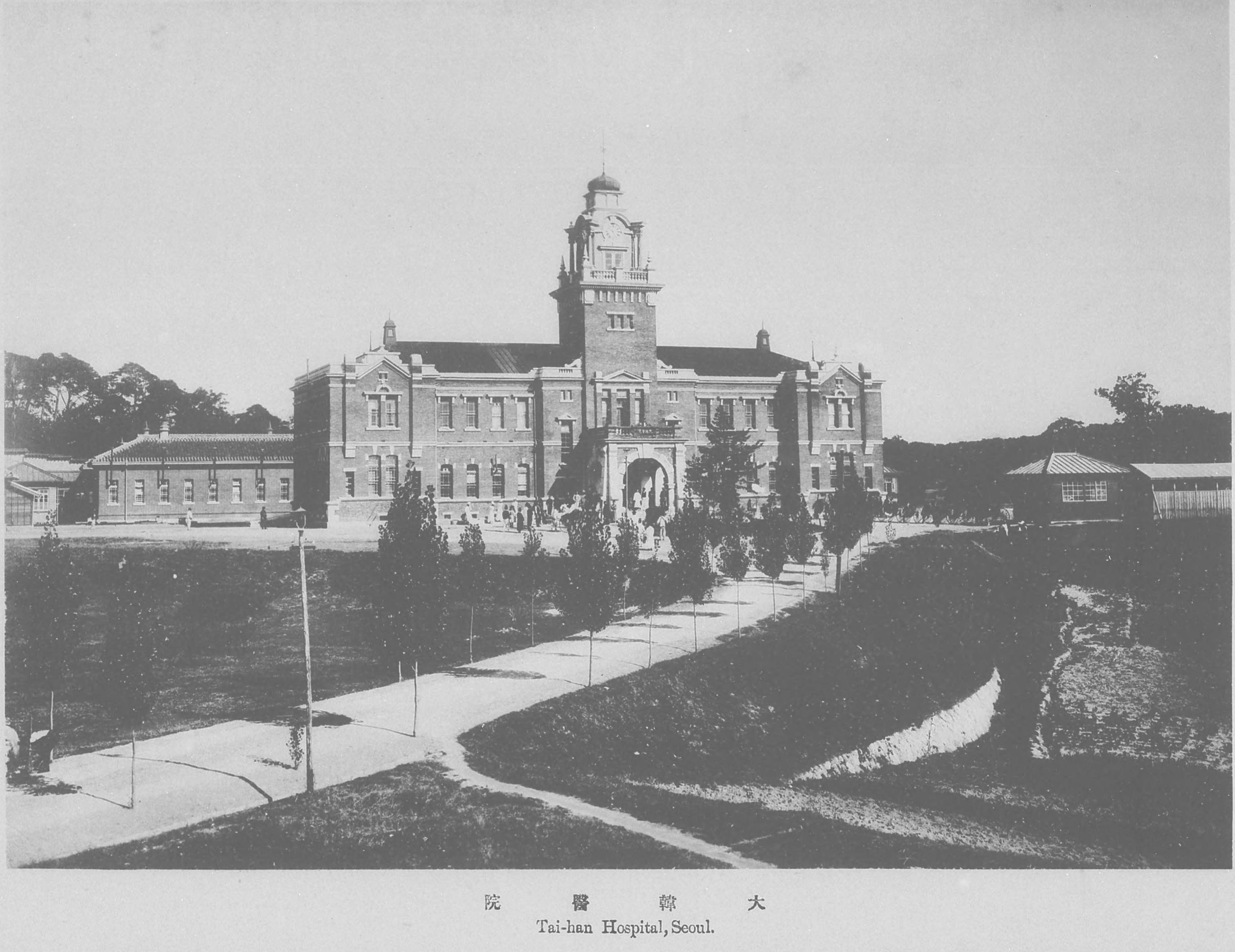
韓国併合直後の大韓医院

  - 8月29日 - 韓国併合が行われる。

### 韓国併合後

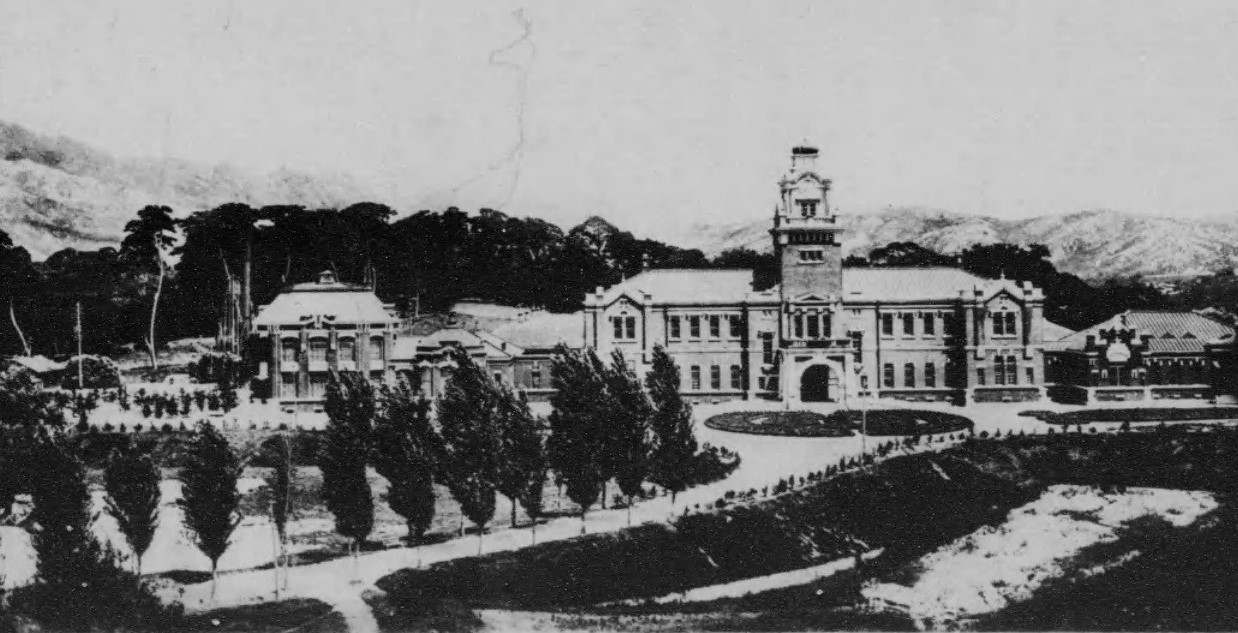
朝鮮総督府医院

- 1910年（明治43年）9月30日 - 勅令368号により朝鮮総督府医院[6]官制が発布され、「朝鮮総督府医院附属医学講習所」に改称。

院長１名、医官９名、教官１名、薬剤官１名、事務官１名、医院１０名、書記・教員・調剤手・助手・通訳生２４名をおくこととした。
医科（修業年限:4年）、助産婦科（2年）、看護婦科（1年半）を設置。
薬学科を廃止。旧・大韓医院附属医学校の生徒全員（薬学科を除く）を継承。
定員は各学年医科75名、助産婦科20名、看護婦科20名。
学問の教授は従来通訳を介して行われていたが、この時から国語（日本語）で行われることとなる。
- 1911年（明治44年）
  - 2月 - 朝鮮総督府附属医学講習所規則および同講習所生徒学資給与規則が発布され、従来の官費本位が私費本位に改定され、学資支給に制限が設けられた。
  - 4月 - 平壌と大邱慈恵医院医学生徒給費生7名と道長官からの委託給費による生徒23名、計30名が転入。
- 1912年
  - （明治45年）5月 - 医学講習所卒業生が京城専修学校および官立高等普通学校卒業者と同等以上の資格を有することが認められる。
  - （大正元年）10月 - 各科の入学資格、修業年限、官費給費生の義務年限を以下の様に変更。
    - 医科 - 入学資格を高等普通学校卒業者とし、将来女子志願者も収容できることとする。官費給費生の義務年限を3年とする。
    - 助産婦科 - 入学資格を医学講習所看護婦科の卒業生とし、修業年限を2年から1年に短縮する。官費給費生の義務年限を2年とする。
    - 看護婦科 - 入学資格を尋常小学校（6年）卒業生または普通学校（6年）卒業生とする。官費給費生の義務年限を2年とする。
    - 官費給費生の比率を減じて、定員の3分の1以下とする。
- 1913年（大正2年）3月 - 助産婦科・看護婦科第1回卒業式を挙行。9名が卒業。
- 1914年（大正3年）
  - 3月 - 医科卒業者に医師免許が付与されるようになる。
  - 7月 - 助産婦科卒業者に産婆免許が付与されるようになる。
- 1916年（大正5年）
  - 4月 - 勅令第80号「朝鮮総督府専門学校官制」の公布により、「京城医学専門学校」に改称。
    - 所管が朝鮮総督府学務局に移る。教授3名、助教授1名、書記1名が配属される。校長は医院長が兼任する。
    - 京城医学専門学校を朝鮮総督府医院から分立し、助産婦科および看護婦科を朝鮮総督府医院医育課に移管し、医学専門学校の設置学科を医科のみとする。
    - 医科の生徒は前身の医学講習所から継承し、当該学年に編入の形をとる。
    - 医科に占める内地人生徒の比率を定数の約3分の1と定める。
    - 教育綱領を制定。

  - 5月 - 在学者徴集（徴兵）猶予の件が認可される。
  - 6月 - 解剖学教室1棟と講堂1棟が完成。
- 1917年（大正6年）
  - 1月 - 文部省令により、卒業生の文官任用が認定される。
  - 12月 - 医化学薬物教室1棟などが完成。
- 1918年（大正7年）
  - 7月 - 生徒定員を300名から400名に増員。
  - 8月 - 勅令313号により、特別医学科を設置。
    - 特別医学科卒業生は内地の官立（国立）医学専門学校卒業生と同等の資格を有することが認められる。
    - 従来の生徒の内鮮人を問わず、有資格者は選考の上、特別医学科の当該学年に編入することとする。

  - 11月 - 病理学教室1棟と孵卵器室（煉瓦造り）1棟が完成。
- 1919年（大正8年）
  - 2月 - 特別医学科卒業生は京城医学専門学校医学士を称することができるようになる。
  - 11月25日 - 海軍軍医生1名が採用される。
- 1920年（大正9年）
  - 3月 - 特別医学科第1回卒業式を挙行。23名が卒業。
  - 7月 - 生理学教室1棟と病理解剖室1棟が完成。
  - 11月29日 - 陸軍衛生部委託生徒1名を採用。
- 1921年（大正10年）
  - 4月 - 女子聴講生3名の聴講を許可（女子受け入れの試行）。
  - 11月 - 第1・第2講堂が完成。
  - 12月 - 組織学実習生講義室1棟が完成。
- 1922年（大正11年）
  - 2月 - 朝鮮教育令の改正に伴い、従来の規程（1916年（大正5年）制定）を廃止し、朝鮮総督府京城医学専門学校規程を制定。
    - 入学資格を中学校または新令の高等普通学校卒業程度に高め、それによる入学生を本科生とする。
    - 上記の入学資格を有しない朝鮮人のために、当分特科の制度を設け、その入学資格を旧制度による本科入学資格と同程度とする。

  - 6月 - 動物室（煉瓦造り）1棟が完成。
  - 12月 - 校歌を制定。
- 1923年（大正12年）
  - 5月 - 内務省より、本科卒業生（特科を除く）は医師法第1条の資格を有する者であると通達される。
  - 7月 - 朝鮮総督府道慈恵医院医員依託生の件が認可される。
- 1924年（大正13年）5月 - 文部省告示第290号により、本科卒業生（特科を除く）は高等学校または大学予科卒業生と同等であると指定される。
- 1927年（昭和2年）6月27日 - 朝鮮総督府諸学校官制が改正され、専任校長が置かれることとなり、医学博士の佐藤剛蔵が校長事務取扱を命じられる。
- 1928年（昭和3年）
  - 5月28日 - 勅令97号により、附属医院を設置。
  - 6月30日 - 陸軍現役将校が配属される。
  - 11月29日 - 京城府昭格町に煉瓦造り2階建ての附属医院建物一部が完成し、開院。
- 1929年（昭和4年）
  - 5月9日 - 看護婦養成科を設置。
  - 12月25日 - 附属医院敷地内に鉄筋コンクリート造3階建ての病棟1棟が完成。
- 1930年（昭和5年）6月18日 - 特科を廃止。
- 1931年（昭和6年）10月2日 - 朝鮮総督府道慈恵医院医員依託生制度を廃止。
- 1932年（昭和7年）5月10日 - 附属医院外来診察所（鉄筋コンクリート造3階建て）の一部が完成。
- 1933年（昭和8年）
  - 1月26日 - 外国人の入学を許可。
  - 5月23日 - 附属委員に薬剤手を設置。
  - 7月8日 - 薬物学を薬理学に改称。
  - 11月3日 - 校旗代旗推戴式を挙行。
  - 12月15日 - 外来診療所がすべて完成。
- 1934年（昭和9年）
  - 5月19日 - 大邱・平壌両医学専門学校卒業生30名の3ヶ月間補習教育を終了。
  - 8月3日 - 附属委員に看護長を置く。
- 1935年（昭和10年）7月5日 - 生徒監を生徒主事に改称。
- 1937年（昭和12年）3月 - 朝鮮教育令の改正により、翌4月に京城医学専門学校規程を改定。
- 1938年（昭和13年）11月12日 - 附属医院に結核病棟と内科的講堂が完成。
- 1940年（昭和15年）4月1日 - 京城医学専門学校規程を改正し、第1条に本校教育の目的を明示。

### 日本統治の終了後
- 1945年（昭和20年）8月 - 日本の敗戦に伴い、実質廃校。
- 1945年10月 - 韓国人による「ソウル医学専門学校」として再発足。
- 1946年8月 - 国立ソウル大学校を構成する医科大学となる。

## 教育綱領
1916年（大正5年）の「京城医学専門学校」発足時に制定。5条からなる。
1. 本項は朝鮮教育令に基づき、医学に関する専門教育を為す所にして、疾病診療の智識技能を具備した医師を養成するを本旨とする。
2. 医師はその司掌する所貴重なる人名に在るを以て医術の進歩発達如何は啻（ただ）に個人の禍福に関係するのみならず、国民の元気を左右し、国運発展に影響するところ、頗（すこぶ）る大なるものあり故に生徒をしてその責任の重大なることを自覚し、以て国家の期待する所に副（そ）わんことを期せしむべし。
3. およそ医師は親切と同情とをもって患者に接し、綿密周到なる注意をもって済生の仁術を全うするとともに職務上黙秘すべき事項については之が秘密を厳守することは最も必要なることに属すゆえに平素意を訓育に用い、生徒をして人格の修養に努めしめ、将来医師たるの品位を保ち、その本分を尽くさしめんことを期すべし。
4. 教授はその基礎医学と臨床医学たるを間はす、徒（いたずら）に高遠なる学理に馳することなく簡明を旨とし、実地に有用なる日新の知識技能を授くるとともに不断の研鑚を重ぬる習慣を養成すべし。
5. 専門学校は高等の学術技芸を教授するところなり故に生徒をして克（よ）くその本分を守り、言行を慎み、恪勤自重せしめ、もって一般国民の儀表たらしめんことを期すべし。

## 校章・校歌

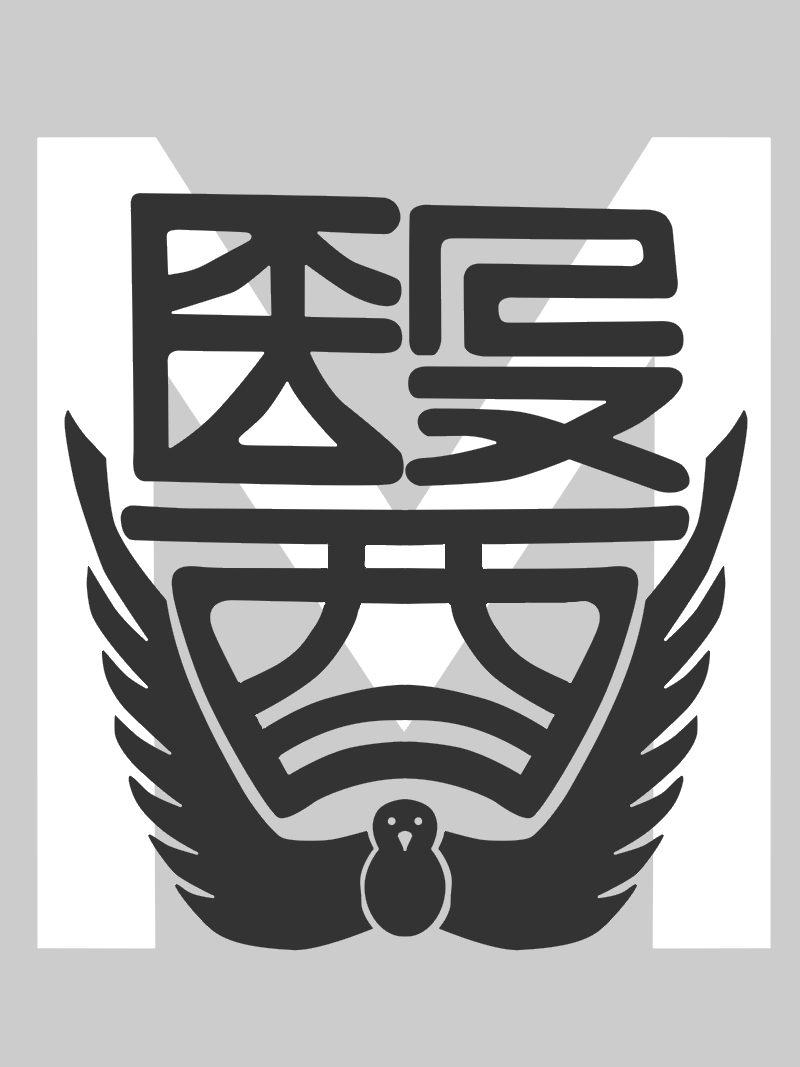
京城医学専門学校の校章

校章
医学を表す英語のMedicineの頭文字M（金色）を背景にして、医の旧字体「醫」（金色）を載せて羽ばたく鳩の絵（銀色）を置いている。
校歌
1922年（大正11年）12月に制定された。作詞者・作曲者・歌詞の詳細は不詳。

## 歴代校長

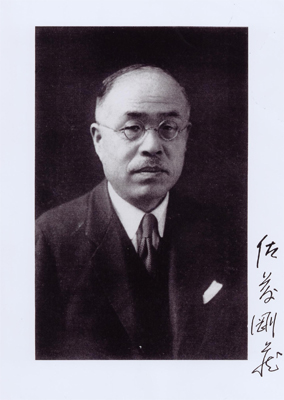
第7代校長　佐藤剛蔵

京城医学校
- 初代 - 池錫永[2]（1899年（明治32年）3月 - 1907年（明治40年）3月までの8年間）

大韓医院教育部・大韓医院医育部・大韓医院附属医学校
- 第2代 - 佐藤進（1907年（明治40年）11月 - 1909年（明治42年）2月までの1年3ヶ月間）- （兼）大韓医院長
- 第3代 - 菊池常三郎（1909年（明治42年）7月 - 1910年（明治43年）8月までの1年1ヶ月間）- （兼）大韓医院長

朝鮮総督府医院附属医学講習所・京城医学専門学校
- 第4代 - 藤田嗣章[11]（1910年（明治43年）8月 - 1914年（大正3年）7月までの3年11ヶ月間）- （兼）朝鮮総督府医院長・陸軍軍医総監

朝鮮総督府医院の初代医院長。のちに森鴎外の後任として陸軍軍医総監を兼務。
- 第5代 - 芳賀榮次郎（1914年（大正3年）7月 - 1920年（大正9年）10月までの6年3ヶ月間）- （兼）朝鮮総督府医院長・陸軍軍医総監
- 第6代 - 志賀潔（1920年（大正9年）10月 - 1927年（昭和2年）6月までの6年8ヶ月間）- （兼）朝鮮総督府医院長・陸軍軍医総監

のちの京城帝国大学総長。北里芝三郎門下の細菌学者。細菌学の権威で赤痢の病原菌を発見する。
- 第7代 - 佐藤剛蔵（1927年（昭和2年）6月 - ）- 専任校長

1906年京都帝国大学医科大学卒　1907年6月7日、財団法人同仁会より派遣され平壌の同仁会病院医院長を務める　1910年9月21日、大韓医院嘱託医務　同10月、朝鮮総督府医院教官兼医育課長　1916年4月1日、京城医学専門学校教授　欧米出張後の1921年6月21日、医学博士の学位を授与　1925年12月、京城帝国大学創設に関する事務の嘱託拝命　1926年4月1日、京城帝国大学教授兼京城医学専門学校教授　1927年6月28日、京城医学専門学校長兼京城帝国大学教授。
剛蔵氏は80歳（1960年5月13日）で亡くなっているが1956年5月、喜寿を記念して『朝鮮醫育史』を刊行している。そこでは38年間の朝鮮半島で医学教育に関わった経験を記しており、元々は同仁会から派遣された医師の一人であったが教育に熱心で終戦まで朝鮮人の医育環境の充実に専念した。生徒の信頼篤く引揚げの際は京城から釜山まで教え子らが匿い連携して守り帰国させたという。教え子に朱軫淳（韓国学術院副会長、高麗大学名誉教授、医学博士）など。

## 教授
大韓医院教育部・大韓医院医育部・大韓医院附属医学校
内田徒志　内田立身（香川県赤十字血液センター元所長、医学博士）の父
1905年、佐々木四方志（大韓医院衛生部長）に誘われ渡韓し大韓医院の設立に関わり1911年まで在任。伊勢新聞に「退韓記」を寄せ大韓医院設立当時を記している。「この京城の一隅において、洋館巍峨として、雲にそびゆる大韓医院の隠れたる歴史と没せられたる功績とは、爾後、何人の口によって伝えられるであろうか。」
朝鮮総督府医院附属医学講習所・京城医学専門学校
水津信治
朝鮮総督府の技師で精神科医。1924年まで精神病学の講義を担当。
久保喜代二
水津信治の後任。のち1926年に設立された京城帝国大学医学部にて精神科教授となる。

## 同窓会・校友会
- 「有隣会」（ゆうりんかい）と称していた。
  - 部活動には以下のものがあった。（1940年（昭和15年）時点で19部）

- 総務部
- 講演部
- 新聞部
- 野球部
- 庭球部

- 蹴球部
- 騎道部
- 剣道部
- 柔道部
- 陸上競技部

- 弓道部
- 端艇部
- 音楽部
- アイスホッケー部
- 相撲部

- ラグビー部
- 卓球部
- 水泳部
- 射撃部

## 朝鮮総督府医院附属医学講習所の学則
学期制医科・助産婦科は前後期制（年４２週）、看護婦科は３学期制（全63週）。
授業時間毎週約30時間で日曜と祝日を休みとし、長期休業は春（4/1〜7）夏（8/1〜31）冬（12/29〜翌1/4）。
授業料無料
入試資格朝鮮人の男子（医科）および女子（助産婦科、看護婦科）で年齢17歳以上25才以下の入試合格者。
高等学校第1学年修了者は医科試験免除。普通学校４学年修了者は助産婦科試験免除、普通学校３学年修了者は看護婦科試験免除。
入試内容医科〜漢文（四書講読、作文）、算術（四則分数）、国語（講読は尋常小学校読本九、十と翻訳および会話）　の他、必要に応じて理科。
助産婦科〜国語（講読は普通学校学徒用日語読本７、８と会話）
看護婦科〜国語（講読は普通学校学徒用日語読本5、6と会話）
試験と卒業学期末と学年末および卒業試験（学期末試験は学年末試験を兼ね、卒業試験は学年末試験を兼ねる）
各試験１００点満点で４０点以上かつ平均６０点以上で合格。医科を卒業したものは医学進士の称号を得る。

## 参考資料
- 「朝鮮総督府京城医学専門学校一覧」（1940年（昭和15年）11月10日, 京城医学専門学校） - 国立国会図書館近代デジタルライブラリーウェブサイト
- 「京城医学専門学校（大正5年） 」- 九州大学松原研究室ウェブサイト